# ラグナドール 妖しき皇帝と終焉の夜叉姫
『ラグナドール 妖しき皇帝と終焉の夜叉姫』（ラグナドール あやしきこうていとしゅうえんのやしゃひめ）はグラムスより開発・配信されたiOS/Android/Windows向けゲームアプリおよびブラウザゲーム。2021年10月21日サービス開始。基本プレイ無料（アイテム課金制）。
gumi子会社のグラムスによる新規IPのスマートフォン向けRPG。略称は『ラグナド』。

## あらすじ
物語は夜叉ノ國は燃えている所から始まる。 かつては人の世に住んでいた妖怪たちがラグナドールのちに「妖怪の黄昏」と呼ばれる大戦の末に 人の世を追われ、移り棲んだ世界。八人の妖主と八つの國が存在する幻妖界に平穏を破るもの、『安倍晴明』が現れた。千年前の大戦で多くの敵を屠った陰陽師が配下の四聖獣を率いて襲いかかった。そして幻妖界は再び戦火に包まれたのであった。

## 用語
幻妖界
妖怪住む世界。ゲーム内に登場するすべての國はここに存在する。
夜叉ノ國
妖主滝夜叉姫が収める國。
山嶽ノ國
妖主邪魅が収める國。
花魁ノ國
妖主紅葉が収める國。
堺ノ國
妖主隠神刑部が収める國。
鬼ノ國
妖主酒呑童子が収める國。
天狗ノ國
妖主鞍馬天狗が収める國。
大蛇ノ國
妖主遠呂智姫が収める國。
妖狐ノ國
妖主天狐が収める國。
地獄
閻魔王が収める世界。
妖力
キャラクターの「戦闘力」を表す。

## ゲームシステム
戦闘はスピードチェインバトルで繰り広げられる。ストーリーではパートボイス(一部セリフフルボイス)である。途中、ムービーシーンが挟まることや、イラストが動くこともある。
メインクエスト
ラグナドールのメインとなるコンテンツ。メインクエスト、サブクエスト、ストーリーの3つに分かれている。ソロ専用とマルチ推奨に分かれており、マルチ推奨は、ソロ専用に比べて難易度が高く設定されている。
デイリークエスト

千本鳥居
各クエスト一日に四回までプレイできる。限界突破に必要なキャラクター専用の欠片が貰える。
幻影の間
1日に3回までアイテム消費なしで挑戦できる。メインクエストにて討伐した大ボスに再び挑戦できるシステム。倒すごとに相手の妖力が上がっていく。難易度は選ぶことが可能。
ムゲンの塔
ストーリー配信済の國ごとに用意されており、1日の挑戦回数に制限がない。踏破階数に応じてデイリー報酬が貰える。月末に、踏破回数に応じて報酬が配布される。
希少種クエスト
ソロとマルチの2種類が用意されている。選択した希少種を倒すことで、そのボスに応じた希少種知識が上がる。
デイリークエスト
キャラ強化石と武器強化石を獲得できる。1日2回までプレイでき、妖怪パス(課金アイテム)購入者は3回プレイできる。
選択クエスト
イロイロにて覚醒石かゼニ、種族クエストにて昇級素材が貰える。デイリークエストと同様、1日2回までプレイでき、妖怪パス購入者は3回プレイできる。
ギルドクエスト

魔境争奪戦
ギルド対抗のリアルタイムバトル。敵を倒してミッションをクリアし、獲得したpt数で相手ギルドと競う。順位に応じて獲得できる魔境コインは交換所で交換可能。
地獄アリーナ
ギルド対抗のバトル。攻撃PTと防御PTを合計六つ編成し、相手の防御PTを撃破して奪った星の数で競う。四天王からは最大10つ、それ以外からは最大3つ奪うことが可能。報酬で獲得できる地獄コインは交換所で使用できる。
ツクヨミの塔
上弦の塔と下限の塔に分かれており、マルチ推奨のコンテンツ。上弦の塔には上限があるが、下弦の塔にはない。階に応じて報酬が貰える。
百鬼夜行
90秒間にどれだけの敵を倒し、ダメージを与えられるかを競うタイムアタックモード。ギルドランキングと個人ランキングの2つがある。
乱闘コロシアム
報酬の無い対人戦。東軍か西軍を選んで参加し、敵対する勢力とリアルタイムで戦闘を行う。

## ガチャ
キャラクター・アイテム入手システム。3種類のガチャが存在する。
ピックアップガチャ
期間限定で開催されるガチャで、キャラ自体が期間限定のものと後に恒常入りするものの2つに分かれる。その季節限定のキャラが排出されるためピックアップガチャでは今後入手が困難になるキャラが多い。
國ガチャ
國ごとに一日一回無償で引くことができるガチャ。以降は有償石かゲーム内乱獲等で入手できるガチャ券で引ける。他のガチャよりもレア度の高いアイテムの排出確率が低くなっている。
大妖怪フェスガチャ
不定期で開催される、國ガチャが無償で10連引けるようになったもの。

## イベント
ゲーム内にて開催されるイベント。襲来、交換所等様々な種類が存在する。さらに、不定期にコラボイベントが実装されており、過去には幽☆遊☆白書やTo LOVEる -とらぶる- ダークネスなどとコラボしている。

### 定期イベント

#### 襲来イベント
新キャラクターなどが実装された時に開催される。キャラクターの育成素材が手に入る。

#### お試し新キャライベント
新キャラクターのキャラシナリオ冒頭を見ることができる。

#### コラボイベント
不定期に他作品とのコラボが行われる。そのコラボに合わせたキャラクターや武器、カケジクなどが実装される。また、特別なストーリーも展開される。

### 常設イベント

#### ゲリライベント
ツクモ神や國ガチャチケットが手に入る「大乱獲祭」などがある。

#### 筆結イ日和
カケジクの強化素材が手に入る。

#### 枠開放クエスト
補助武器枠、補助カケジク枠を開放できるイベント。各クエストで初回クリア時のみ枠が解放される。

#### キャラシナリオ
所有しているキャラクターの限界突破段階に応じて解放されていくシナリオ。それぞれのキャラクターがメインとなるシナリオが展開される。

#### 演習
バトルシステムのおさらいができるイベント。

#### 乱闘コロシアムβ
他のプレイヤーと対戦ができるイベント。報酬はない。

## 登場キャラクター

### 夜叉ノ国(やしゃのくに)
ぬりかべ
CV - 水瀬いのり
滝夜叉姫のお世話係。ぬりかべ一族に生まれ育つ両親を早くに亡くしており、激甘な祖父と祖母に育てられた。滝夜叉姫を筆頭に、自由気ままな妖怪が多い中でおとなしく世話焼きなのが理由でみんなに振り回されている。
イヅナ
CV - 日笠陽子
滝夜叉姫の屋敷の守護者であり、同時に攻撃の要でもある。身の丈ほどの太刀を存分に振る舞う力、そして素早い身のこなしで、敵に接敵する戦闘力は図抜けている。
子泣き爺(こなきじい)
CV - 花江夏樹
子泣き爺は堺ノ國で兄とふたりで暮らしていた。妖主である隠神刑部や、ぬらりひょんの下で堺ノ國の裏と表を行き来する橋渡し役を担っていた。
のっぺらぼう
CV - 花澤香菜
滝夜叉姫の一番の臣下(自称)。主に情報収集や索敵など忍者として暗躍している。毒舌でぶっきらぼう、そして小さな嘘やイタズラが好き。基本的に無表情で、仮面で顔の一部を常に隠している。
クダ
CV - 福山潤
クダはイヅナの補助役であり、お目付役である。イヅナが境の国に行く際に天狐から言われそれ以来行動を共にしている。口が悪く、どちらかといえば粗暴なクダだが、真面目すぎて視野狭窄に陥りやすい。イヅナのよいフォロー役として機能している。
滝夜叉姫(たきやしゃひめ)
CV - Lynn
楽しいことが大好きで、好奇心旺盛。政務はつまらないと言って、臣下の目を盗んでは変装して街に下り「わらわが何とかしてやろう！」と色んな問題ごとを解決してまわっている。
座敷わらし(ざしきわらし)
CV - 大森日雅
座敷わらしが住み着いた家には幸がもたらされる――そんな定説がある。実際には事実と少し異なり座敷わらしが能力的に自動で幸運を運んでくるのではなく、裏でこっそりと人知れず住まわせてくれる人々に恩返しを自力でやっているだけのこと。
雲外鏡(うんがいきょう)
CV - 和氣あず未
夜叉ノ國の妖怪たちの中でも実はかなり古くからの存在で、滝夜叉姫とも付き合いが長い。ゆえに滝夜叉姫の過去などもある程度は把握しており、彼女の屋敷に住まわせてもらう代わりに、自身の能力を貸し出している。
あずき洗い(あずきあらい)
CV - セントチヒロ・チッチ
おいしいあずきを多くの人に食べてもらい喜んでもらうのが生きがいであずきのおいしい食べ方を日々探求している。最近は人間界から流れ着いたカレースパイスの研究に熱心であずきカレーを開発し、座敷わらしや倉ぼっこに無理やり試食させているらしい。
倉ぼっこ(くらぼっこ)
CV - アユニ・D
引っ込み思案でシャイ。ガラクタにしか見えない珍しい「お宝」を集めることが趣味で、お宝の話になると饒舌になる。歌うことも大好きで完全防音の倉の中でひっそりと練習をしているらしいが、恥ずかしがり屋なのでヒト前で披露したことはない。

### 山嶽ノ國(さんがくのくに)
邪魅(じゃみ)
CV - 悠木碧
妹の魔魅と共に、山嶽ノ國の実質的な支配者として君臨。強力無比な呪術の使い手であり、放つことさえできれば大抵の敵は容易に屠ることが可能。
魔魅(まみ)
CV - 竹達彩奈
姉の邪魅と共に、山嶽ノ國の実質的な支配者として君臨。ただし、魔魅は補佐役としての印象が強い。姉と共に永劫に共にあることこそが彼女の願い。
覚(さとり)
CV - 高橋李依
山奥に隠れ住み、ひっそりと暮らしている。妖主の邪魅・魔魅を始め、覚の能力と居所を知る者は幾らかいるものの、当人は積極的な関わりを拒絶するため、交流は最低限度のそれにとどまっている。
天邪鬼(あまのじゃく)
CV - 小松未可子
思ったことと逆のことを言うひねくれ者。山嶽ノ國で好き勝手に生きている。一応、山中に寂れた住居は持っているものの、ふらふらと國中をさまよっているため、不在であることが大半。
狒狒(ひひ)
CV - 三宅健太
山嶽ノ國の名目上の王。ただし、実質的には邪魅と魔魅の部下で、彼らに二人がかりで襲われた挙句「妖怪の王」とおだてられ、「王としての度量でもって、わたし達の願いを聞き届けて欲しい」と日々実質的な命令を下されている。

### 花魁ノ國(おいらんのくに)
紅葉(くれは)
CV - 伊藤静
第六天魔王の血を引き継ぐ鬼女。母親を早くに亡くし、物心ついた時には孤児のようであったため、紅葉本人はそのことを知らない。前妖主に頭の良さや観察眼、底知れぬ隠れた霊圧を買われ、若くして妖主を引き継ぐことになった。
毛倡妓(けじょうろう)
CV - 内田真礼
紅葉のお世話係として、常に付き添っている。おだて上手で甘え上手。ひとりでいるより、誰かといたいタイプ。あざといところもあるが、それは花魁として上手くやっていこうとしていたうちに身についたもの。
絡新婦(じょろうぐも)
CV - 高森奈津美
紅葉の姉、花魁兼くのいち自由奔放に振舞っているが、任務には忠実。まどろっこしいことを考えるより先に興味のある方へと体が動いてしまう性格。動きすぎて放浪気味。
垢嘗め(あかなめ)
CV - 赤尾ひかる
花魁ノ國にいる従業員。主にお掃除をする禿(かむろ)。明るくあっけらかんとした性格で、ヒノキ風呂の掃除をこよなく愛している。
枕返し(まくらがえし)
CV - 長縄まりあ
花魁ノ國にいる従業員。主に寝所の清掃と整理整頓、をする禿(かむろ)。堅物に見えるが、好奇心旺盛。自らの好奇心に気付くと隠そうとするが、周囲の仲間が枕返しの好奇心に気付いた後に隠すので、非常にわかりやすい性格である。
さざえ鬼(さざえおに)
CV - 大松絵美
花魁ノ國に来たお客の案内役。得意の目利きで、どの格の客か案内中に把握し、花魁に情報を流す役目を帯びている。店の用心棒も兼ねており、武術の錬度は非常に高い。

### 堺ノ國(さかいのくに)
隠神刑部(いぬがみぎょうぶ)
CV - 子安武人
堺ノ國の表をまとめる正式な妖主。軽いノリなダメ男に見えるが、底知れぬ実力を持ち合わせている。滅多に戦わないが、戦えば強い。戦闘の際は、珍しい物を収集している折に手に入れた「リボルバー」を愛用している。
鉄鼠(てっそ)
CV - 石川界人
隠神刑部の部下。猫又と並ぶ幹部。力で解決しようとする朱の盆とは違い、知恵を使うタイプ。裏では非道なことも行っている。仁義などはなく、より効率的な方法で、自分に都合の良いことを成そうとする。
猫又(ねこまた)
CV - 鬼頭明里
隠神刑部の部下。鉄鼠と並ぶ幹部。猫又の目的は、より堺ノ國を発展させること、多くの笑顔と金が溢れる國にすることである。いつも笑顔で自分の弱さを見せない。常に笑顔であれば気を許しやすく、財布の紐も緩みやすい、というものだ。しかし、それ以上に、他者と仲良くしたいという気持ちが彼女の根底にはある。
一反木綿(いったんもめん)
CV - 高田憂希
堺ノ國で呉服屋を営んでいる。幻妖界、随一のファッションデザイナー。猫又の下で働いているような立ち位置であるが、ふたりは親友である。主従関係ではない。どちらかと言えば協力関係であり、性格の違いもあるが、うまくお互いを助け合っているようだ。
ぬらりひょん
CV - 杉田智和
堺ノ國の武をまとめる裏の頭であり、千年前に百鬼夜行を率いた八大妖帝のひとり。ヒト前に姿を現すことを好まず、基本的には屋敷へ引きこもっている……と思われているが、実情は違う。
煙羅煙羅(えんらえんら)
CV - 高橋ミナミ
裏の頭である大妖帝ぬらりひょんの部下。ぬらりひょんの煙管から吐き出された、煙の中から生まれたという。諜報員として活動をしている。普段は新参者を調べていることが多い。
朱の盆(しゅのぼん)
CV - 内田雄馬
裏の頭である大妖帝ぬらりひょんの側近。若頭であり右腕。ぬらりひょんが姿をあまり見せないため、その代行として表に立つことが多い。「ぬらりひょんの役に立ちたい」
一本だたら(いっぽんだいだら)
CV - ファイルーズあい
確かな腕前、ぬらりひょんや隠神刑部のお墨付き。堺ノ國全域で鍛冶屋をしており、表とも裏とも繋がりのある珍しい妖怪。細かいことは気にせず、笑ってやり過ごしてしまう。

### 鬼ノ國(おにのくに)
酒呑童子(しゅてんどうじ)
CV - 小野大輔
鬼ノ國の妖主にして最強の存。血気盛んで知能の足りない鬼たちをまとめている。「意見は自由に言え。だが決めるのは俺だ。俺の決定に文句があるなら、かかってこい。勝てばおめえが法（ルール）だ」が口癖。
鬼童丸(きどうまる)
CV - 小野賢章
能力はあるが、自信を持てずにいる少年。最強の存在である父、酒呑童子の実力に近づこうと昼夜問わず努力している。しかし結果は伴わず、ゆえに焦りを感じてもいる。本来は父よりも聡明で、頭が良い。鬼の血は薄いものの知識や工夫でどうにか戦っているが、「鬼らしくない」ので、周囲にはあまり理解されず、ついてくる者もいない。
茨木童子(いばらきどうじ)
CV - 小澤亜李
鬼の國のNo.2であり、酒呑童子の右腕。昔々、茨木童子に勝てるものは一人もおらず、知らず知らずのうちに調子に乗っていた。そんな時、自分よりも強い鬼がいるという噂を聞き、酒呑童子にタイマンを挑みにいき、あっさりとひねりつぶされる。
鈴鹿御前(すずかごぜん)
CV - 上田麗奈
鬼にしては珍しく仕草や行動に気品がある。泰然とした性格で、きちんとした常識を備えている。そのせいで、突飛な行動をする茨木童子や面倒事を押し付けてくる酒呑童子にいつも振り回されている。

### 地獄(じごく)
閻魔王(えんまおう)
CV - 東山奈央
亡者の行き先を判断する裁判官。生前の行いを浄玻璃鏡に映し出し、判別を言い渡す裁判官という性質上、嘘をもっとも嫌う。犯罪者に慈悲などなく徹底的に追い詰めるが、逆に正しきものには相応の態度で接する。他者に対して優しい言葉などをかけることは少ないものの、部下たちのことをきちんと考え見守っている。
牛頭(ごず)
CV - 伊東健人
地獄の門番のひとりであり、暴れる亡者を取り押さえるのが彼の役目。亡者がいない時は相棒の馬頭などと訓練したりするが、最近は亡者の人数も増え、そんな余裕は少なくなってきている。
馬頭(めず)
CV - 中島ヨシキ
地獄の門番のひとりであり、暴れる亡者を取り押さえるのが彼の役目。実力は地獄を管理する獄卒の中でも、上位に位置する武力要員……であるが、基本的ことはなんでも出来てしまうためによく助っ人要因として様々な部署にまわされている。
火車(かしゃ)
CV - 鈴代紗弓
地獄で亡者が最初に出会う案内人であり、基本的にいつも忙しい。忙しいあまり、寝ているときも仕事に終われる夢を見たりしているそれに加え、たまに閻魔王にお使いを頼まれるほどに重用されている。
白澤(はくたく)
CV - 石田彰
未知を心より愛する妖怪。当時誰よりも多くの知識を集めたがゆえに知らない事が無くなってしまい、退屈を持て余すようになる。怠惰な日々を過ごす白澤であったが、とある人間の起こした戦乱によってその認識を改める。

### 天狗ノ國(てんぐのくに)
鞍馬天狗(くらまてんぐ)
CV - 小倉唯
蒼坊主や鴉天狗に支えられ、妖主として国を治めている。現在までは妖主としてはそれなりに上手くやっている。でも突発的な事件や想定外の出来事、逆境に弱く、パニックになってしまうことも。控え目で弱気。自分に自信がなく、申し訳なさそうに喋る話すのも苦手。
蒼坊主(あおぼうず)
CV - 武内駿輔
妖主である鞍馬天狗の護衛を務める。寡黙であるが見た目のゴツさとは裏腹に、心優しい。よく微笑む。自分はあまり喋らないが、他人が喋っているのを聞くのは好き。
鴉天狗(からすてんぐ)
CV - 前野智昭
天狗の国を守る軍隊の司令官であり、前線で直接指揮を執る部隊長でもある。烏天狗は強く、また賢い。しかし傲慢にはならず、常に冷静。丁寧に喋るが気が強い。発言の所々にその気の強さが滲み出ることも。
白狼天狗(はくろうてんぐ)
CV - 近藤玲奈
天狗ノ國の部隊長。白狼は自分の命を捨ててでも部下を守ろうとする。だから部隊内では「俺たちも命を張って隊長を守ろう」という強い団結がある。寂しがり屋で、ひとりにはなりたくない。基本的には部下と一緒にいる。部下達のことが大好き。
木の葉天狗(このはてんぐ)
CV - 土岐隼一
下っ端の天狗で雑用係。だが、大きな夢を持っている。どんな困難があってもめげずに、目標に向かって進んでいく。雑用をこなしながら、空いた時間に剣術の稽古をしている。
鎌鼬(かまいたち)
CV - 夏吉ゆうこ
旅の薬売り。今は天狗ノ國に滞在して薬売りをしている、出身は妖狐ノ國。薬が完売すると、薬の素材を入手するために買い物をしたり山に入ったりしている。稀に山賊に襲われるが、両親に教わった戦闘術で撃退する。

### 大蛇ノ国(おろちのくに)
遠呂智姫(おろちひめ)
CV - 沢城みゆき
大蛇ノ國で、偉大な父八岐大蛇の後を継いで、國を総べる妖主として君臨している。最も優秀な自分こそが幻妖界を支配するべき、という建前で行動しているが、実際には父の統治時代より国を繁栄させる事で、さすが八岐大蛇の娘だと周囲に認められる事を目的としている。
雨女(あめおんな)
CV - 諏訪ななか
遠呂智姫、直属の個人的な部下で腹心。そのイタズラ好きな性格のせいで、他の者の下に付けても御する事が出来ないからと、遠呂智の縁者が、遠呂智の部下になるように仕向けた。
清姫(きよひめ)
CV - 相坂優歌
大蛇の國のNo.2の地位を与えられており國に攻めてくる敵と戦う迎撃戦力として活躍している。自信満々で、有能な自分が大好きという自分大好きっ子。自分は優秀で素晴らしい貴族なので愛想を安売りしない様にしているが、自分を褒め称える者が好きなので大変チョロい。
寧々子河童(ねねこかっぱ)
CV - 岡咲美保
河童一族の次期頭領兼、大蛇ノ國の偵察部隊の隊長。河童一族の次期頭領だが、完璧超人の母の影響で少々自信に欠ける性格に育った。接近戦は怖いのでもっぱら後方支援を好む。

### 妖狐ノ國(ようこのくに)
天狐(てんこ)
CV - 早見沙織
妖主代理として妖狐の上に立つ。部下たちに慕われているが、自分が関わってしまうと「間違ってしまう」と考えてしまうので個人的な関わりは一切ない。
金狐(きんこ)
CV - 西山宏太朗
妖狐ノ國の幹部であり、主に戦闘専門の隊長格。単純な戦闘能力でいえば、妖主たちにも匹敵すると言われている。ただ少し頭が悪いため、搦め手に弱い。色香にも弱い。イヅナに戦闘のいろはを教えたのも彼なため、イヅナ自身も同じように搦め手に弱い。
銀狐(ぎんこ)
CV - 梅原裕一郎
妖狐ノ國の幹部であり、参謀の立場。頭の良さで金狐と対等な戦力を持つ。イヅナに憑いているクダには、戦術や敵の罠についての知識を教えたこともある。
貂(てん)
CV - 加隈亜衣
妖狐ノ國の戦闘要員。真面目な努力家でイヅナの事が大好き。新兵だが、上司からはその才能を期待されている。イヅナ同様に日本刀を使用する剣士である。

### 晴明勢(せいめいぜい)
安倍晴明(あべのせいめい)
CV - 速水奨
朱雀(すざく)
CV - 井上喜久子
己の強さに絶対的な自信があり、それをもって他者を弄るのが何より楽しい。そのため争いの火種を感じては我先にと向かっていく。
白虎(びゃっこ)
CV - 森川智之
戦闘狂。とにかく強そうな奴を見つけると戦う。術を使って戦うよりも肉弾戦で戦う事を好む。
玄武(げんぶ)
CV - 佐倉綾音
とにかく面倒なことが大嫌い。動きたくもないし喋りたくもない。玄武には罪悪感が存在せず、殺すという行為に対して何の感情も抱かない。殺す労力と話し合う労力を天秤にかけて、殺す方が楽だし早い、だから彼女は話すことを選ばない。
青龍(せいりゅう)
CV - 諏訪部順一
真面目で几帳面で潔癖で極端。大きな体を活かした力押しをするかに見えて技巧派。隙のない戦い方をする。
耳なし芳一(みみなしほういち)
CV - 関根明良
芳一は、晴明に付き従う道具。自らの意志を示すことはない。晴明にとって、耳なし芳一は「呪」を増幅する”管”のような存在。得難い道具である。

### 八大妖帝(はちだいようてい)
八岐大蛇(やまたのおろち)
CV - 興津和幸
言葉の少ない、謹厳なる支配者。その統治体制は、厳しいが血と心の通ったものであり、民の訴えには真摯に耳を傾ける。外敵に対しては果断な将。荒れ狂う水の力を宿す伝説の大妖怪。その本質は、浸食し打ち砕く「制御不能の貪欲」。その力の雄大さ、そして存在の古さから、ダイダラボッチ、太郎坊天狗と並び、「妖帝」の名を最初に冠した妖怪である。
太郎坊天狗(たろうぼうてんぐ)
CV - ?
人では及びもつかない昔、後に「愛宕（あたご）山」と呼ばれることになる山が生まれた頃、その山の頂に、ある夜、大火球（人の書に「天つ狗」と記される現象）が降り注いだ。
だいだらぼっち
CV - ?
ダイダラボッチは、遥か過去、天と地の境目が定かならぬ頃に生まれた妖怪である。最初は漂う雲のようであったが、人々が流れる雲の形に人の姿を見たり、霧に移る影に巨人を見たりするうちに、人を真似た姿をとれるようになった。
九尾(きゅうび)
CV - 田中理恵
遙か古代より生きる妖怪。現在の九尾は殺生石に閉じ込められたままだただ、狐の眷属に意志を伝えることはできるため、天狐を通じて間接的に妖狐ノ國を統括している。
大嶽丸(おおたけまる)
CV - 江口拓也
大嶽丸は、最も若い妖帝である。彼は武官の子として生まれた。つまり、人間なのだ。幼い頃より、自分の個人的戦闘力を磨くことにしか興味がなく、勉学も出仕もせず、ただひたすらにその技量を磨き続けた。
土蜘蛛(つちぐも)
CV - ?
「人間ではなく妖怪がこの世を支配する」という信念の持ち主。妖怪を守るより人間を殺す方を優先する。その信念故か、太郎坊天狗とは相反しあっており、ついには戦うことに。その際に封印され、そこから長く眠っていたが、いつしか復活を果たした。

### 遊郭(ゆうかく)
玉兎(ぎょくと)
CV - 荒井レイラ
ろくろ首(ろくろくび)
CV - 宮崎理奈
針女(はりおんな)
CV - 高橋果鈴
似津真天(いつまで)
CV - 嶋梨夏
赤狐(せきこ)
CV - 半澤楓
スダマ
CV - 田代明
濡女(ぬれおんな)
CV - 本西彩希帆

### その他
真紀奈(まきな)
CV - 古賀葵
突如光とともに現れた少女で、記憶を失っている。感情の盛り上がりが早いため、思いついたら即行動。
けうけげん
CV - 花守ゆみり
毛倡妓を始めとする花魁たちの髪結師。この世の髪を知り尽くし、全知全毛（ぜんちぜんもう）の美容師になることを夢みている。口下手だが、好きな髪の毛の話題になると途端に饒舌になる。
牛鬼(ぎゅうき)
CV - 古川慎
放浪する妖怪。詳細不明の恐ろしい妖怪『牛鬼』に取り憑かれている、彼自身は名もなき妖怪。
鵺(ぬえ)
CV - 松岡禎丞
作られた妖怪であり、哲学的で深く思考するタイプだが、柔軟性に欠ける。自分の嗜好ひとつとっても、『妖怪「鵺」とはどうあるべきか？』という考え方をしてしまい、彼自身の自我に基づく好悪の判断が薄い。
雪女(ゆきおんな)
CV - 上坂すみれ
はぐれの妖怪で、所在不明。はるか北国の大地にて生まれた雪の妖怪である。彼女が『おじい様』と呼ぶ妖怪は、毎年師走の暮に空を飛ぶソリに乗って世界中を飛び回り、人々にプレゼントを配って回っていた。
アマビエ
CV - 内山夕実
その姿を描き写すことで疫病の流行を防ぐご利益があると伝えられている妖怪。夜叉ノ國を本拠地としてあちこちへ行商に出ている。華やかなシャボン玉の芸を披露しながら、石鹸を売ったり、手洗い手もみ接客を行う。
獏(ばく)
CV - 指出毬亜
堺ノ國、夢料理「獏屋」の店主兼料理長。ただし、金勘定は興味がないのでどんぶり勘定が過ぎ、見かねた隠神刑部によって猫又がお目付け役としてつけられた。

## 開発
『神獄のヴァルハラゲート』『黒騎士と白の魔王』などを手掛けた谷直史がディレクションを務める。また、エスパーダの加瀬圭翼は『グラナド・エスパダ』での実績が買われ、コンテンツ開発進行の責任者として参加している。
谷は、4Gamer.netとのインタビューの中で、『黒騎士と白の魔王』で深みのあるバトルを実現するという目標を達成できたものの、バトルがわかりにくいがために同作の高難易度コンテンツ「神獄級」までたどり着くユーザーが少ないことに気づき、本作を開発したと話している。